# Ford Scorpio
Ford Scorpio — це автомобілі E класу, що вироблялися європейським відділенням концерну Ford з 1985 по 1998 роки.
Всього було виготовлено 850.000 автомобілів Ford Scorpio.

## Scorpio I (1985-1994)
Scorpio прийшов на зміну Granada II в 1985 році. У момент появи автомобіль являв собою задньопривідний п'ятидверний хетчбек і мав більш високу активну і пасивну безпеку, ніж його попередник Granada.
Кузов мав обтічну форму - з підкреслено гладкими, опуклими і округленими лініями. Дверей у Scorpio 4 плюс задня багажна дверка, яка для полегшення навантаження і вивантаження дістає до заднього бампера, а щоб вона була ширшою, на Scorpio встановили вертикальні задні ліхтарі.
У 1986 році виходить повнопривідна модифікація Scorpio 4x4. В цьому ж році Scorpio першого покоління завоював почесний титул «Автомобіль року».
Scorpio з кузовом седан вийшов тільки в 1990 році, а слідом за ним в 1991 році з'явився місткий універсал Scorpio I Turnier.
Для автомобіля була представлена наступна гама двигунів: бензинові 4 - і 6-циліндрові двигуни об'ємом від 1.8 до 2.9 л (потужністю від 90 до 195 к.с.), а також дизель об'ємом 2.5 л (потужністю 69, 92 і 116 к.с.). Оснащувався він як 5-ступінчастою механічною, так і 4-ступінчастою автоматичною трансмісією.
Варто відзначити відмінну комплектацію Scorpio, в базове оснащення якої входила система ABS. Ергономічне місце водія, оригінальний дизайн і містке багажне відділення. Салон був досить просторим, спинка заднього сидіння складалася по частинах, відповідно об'єм багажника міг бути 440 або 833 л, а при повністю складених сидіннях - до 1350 літрів.

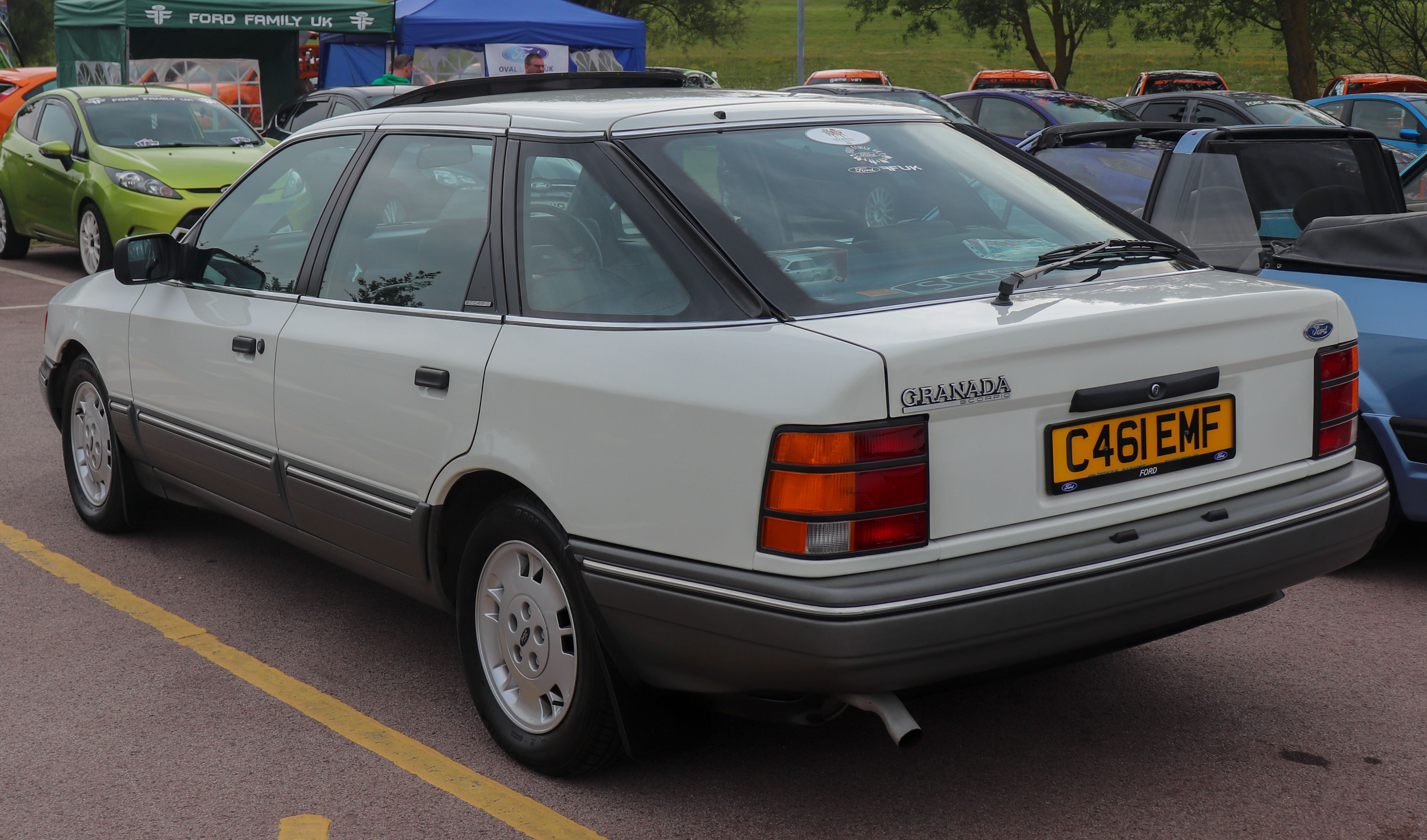
Ford Scorpio I 5дв. хетчбек (1985–1989)
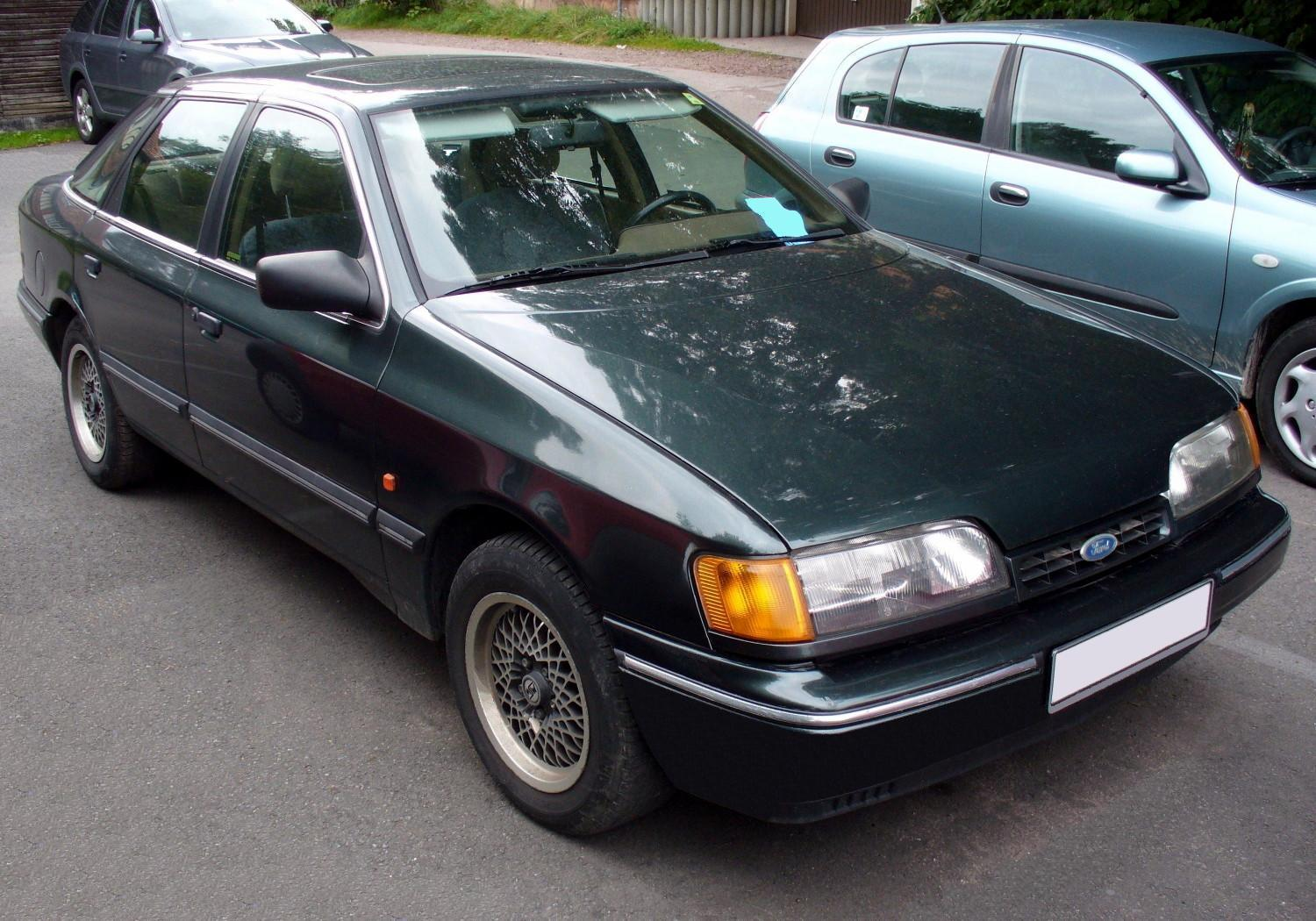
Ford Scorpio I 5дв. хетчбек (1989–1992)
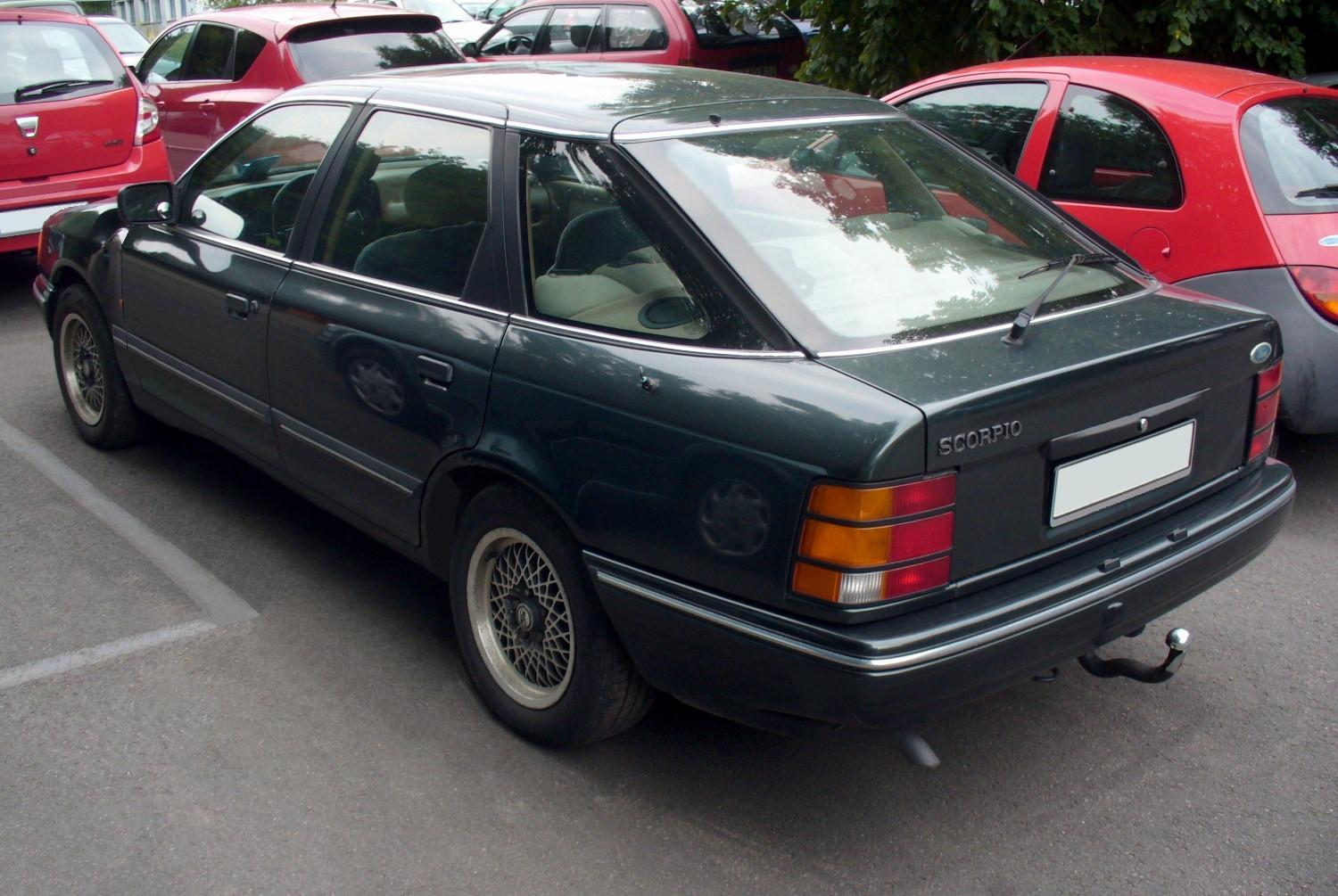
Ford Scorpio I 5дв. хетчбек (1989–1992)
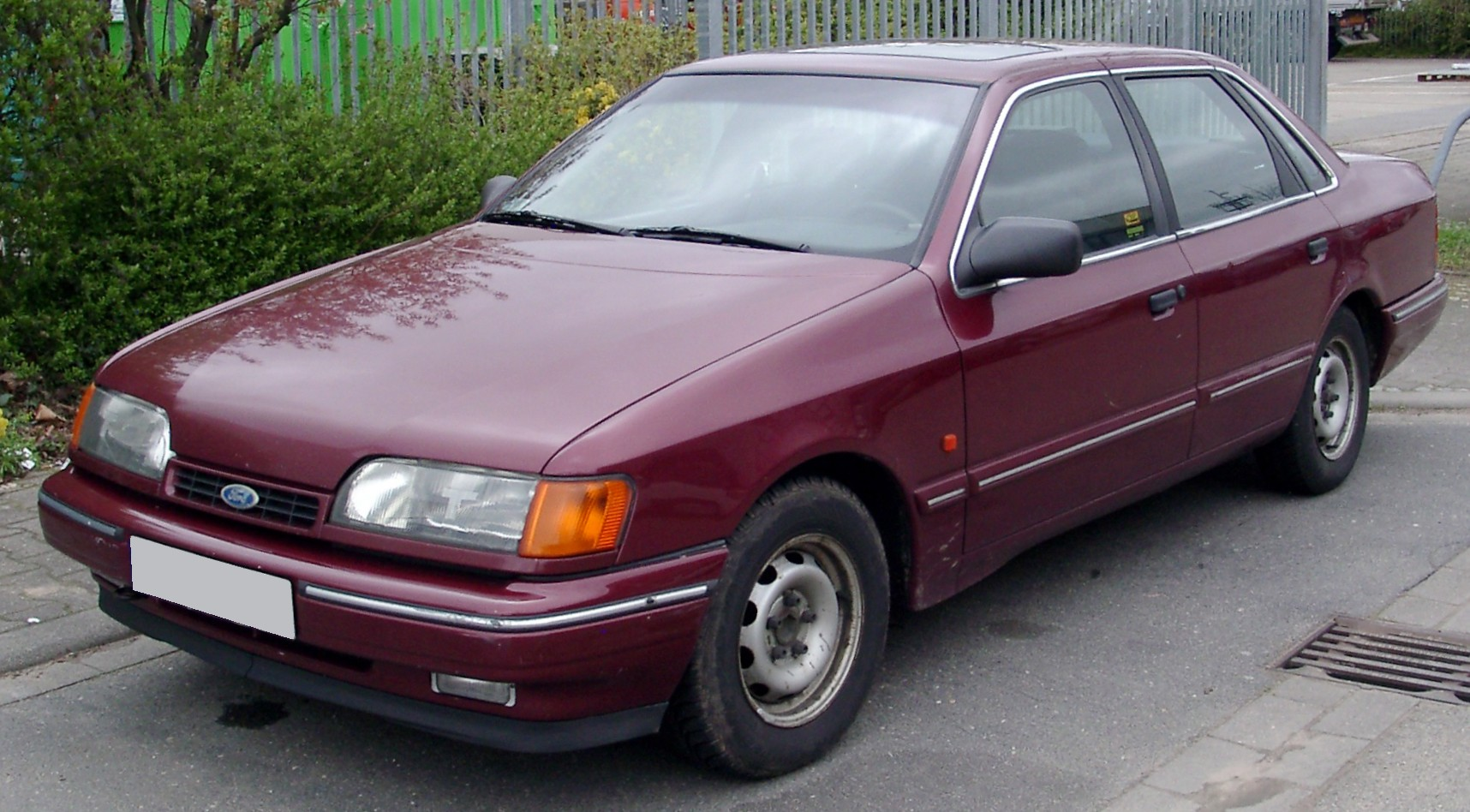
Ford Scorpio I седан (1990-1992)
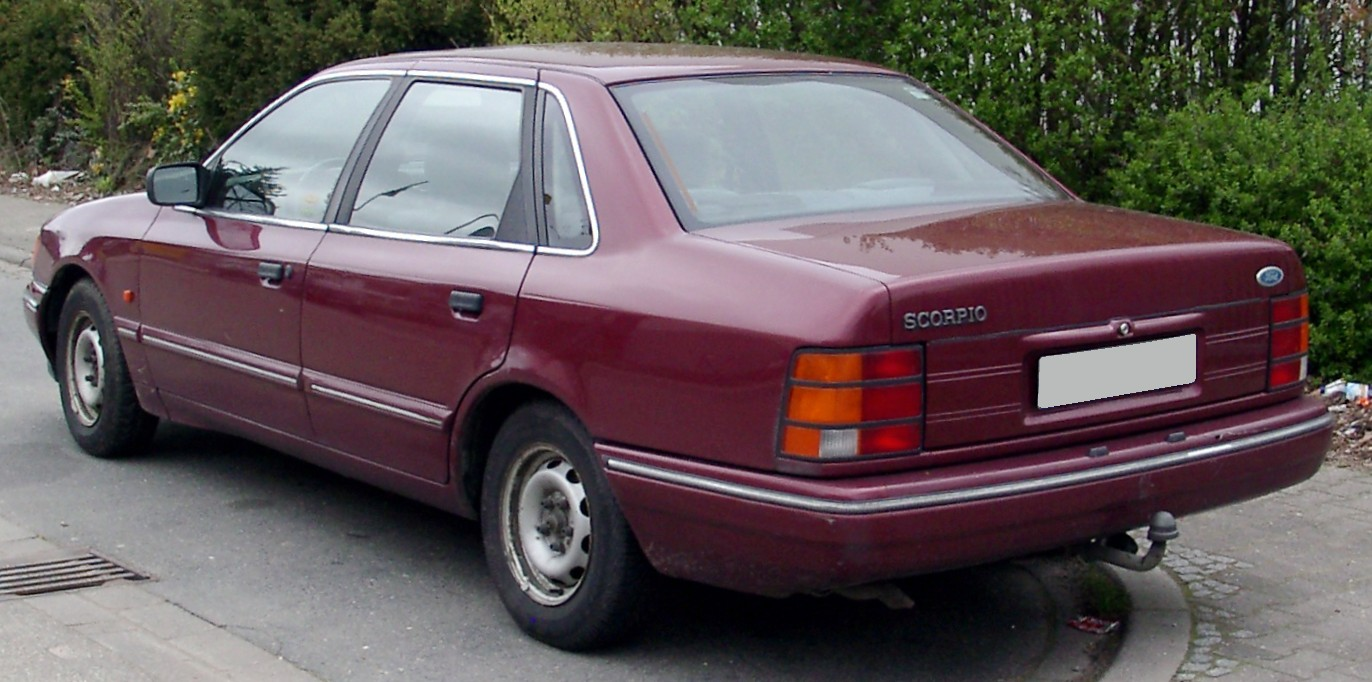
Ford Scorpio I седан (1990-1992)
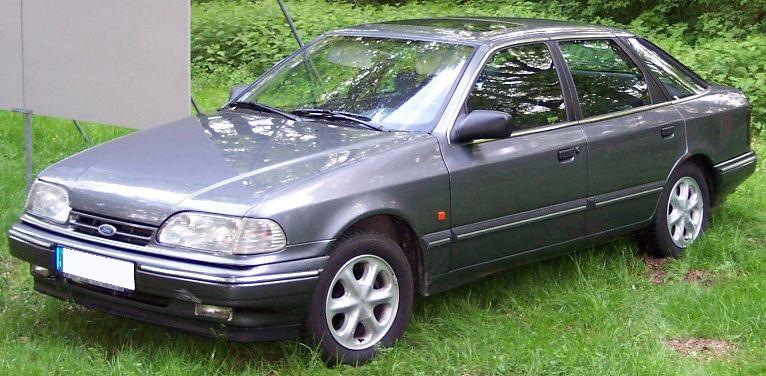
Ford Scorpio I 5дв. хетчбек (1992–1994)
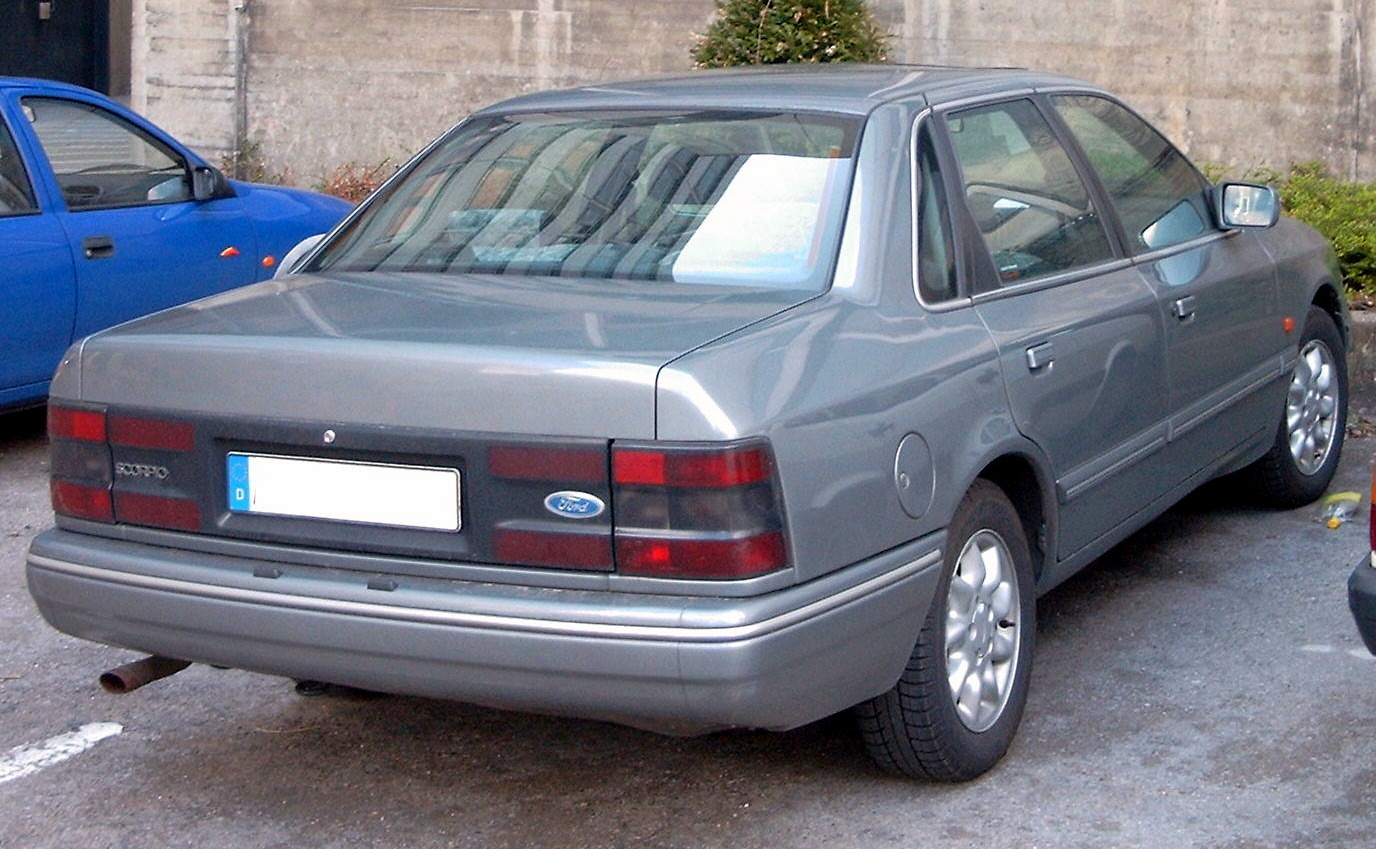
Ford Scorpio I седан (1992-1994)
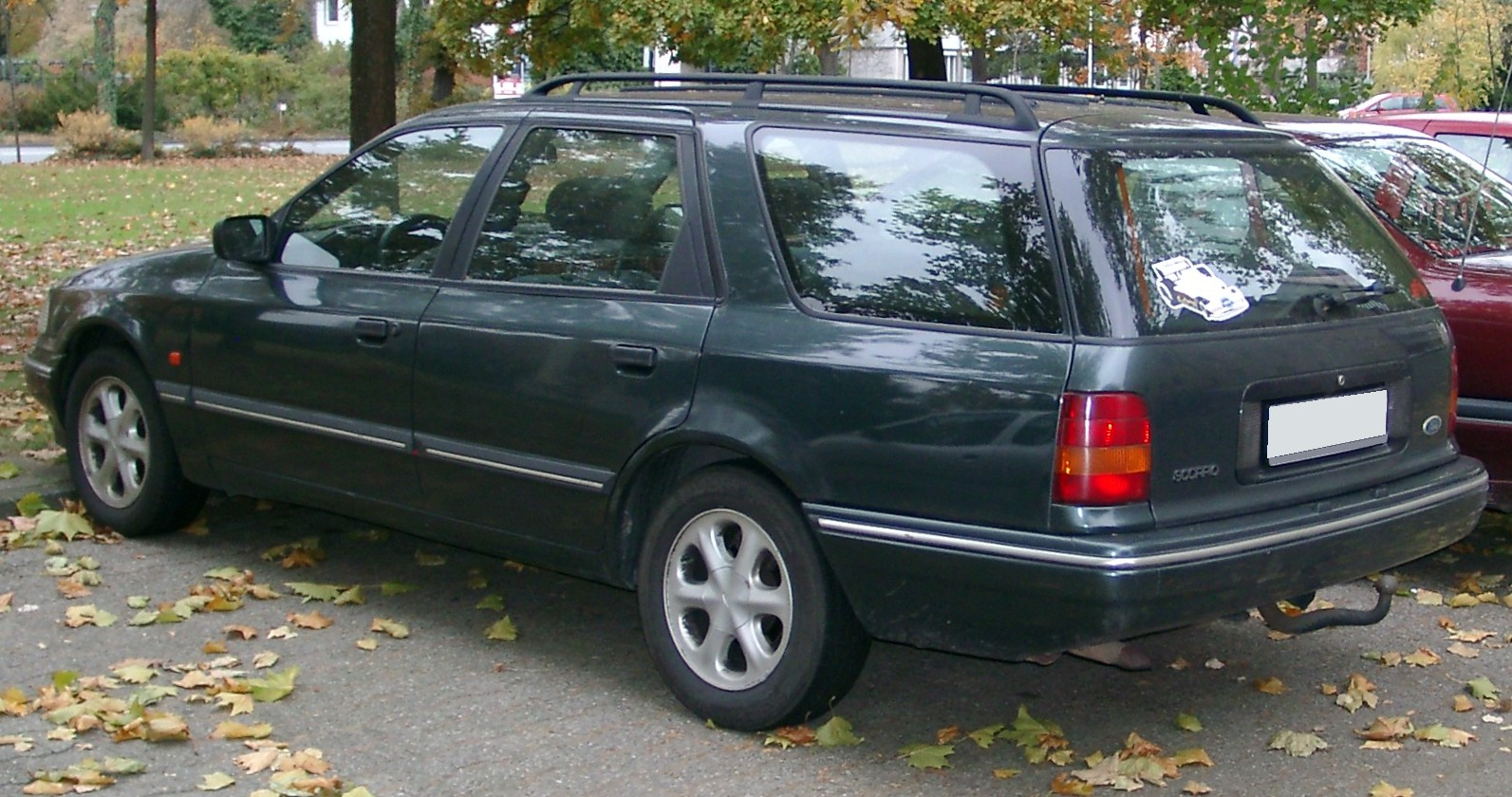
Ford Scorpio I Turnier (1992-1994)
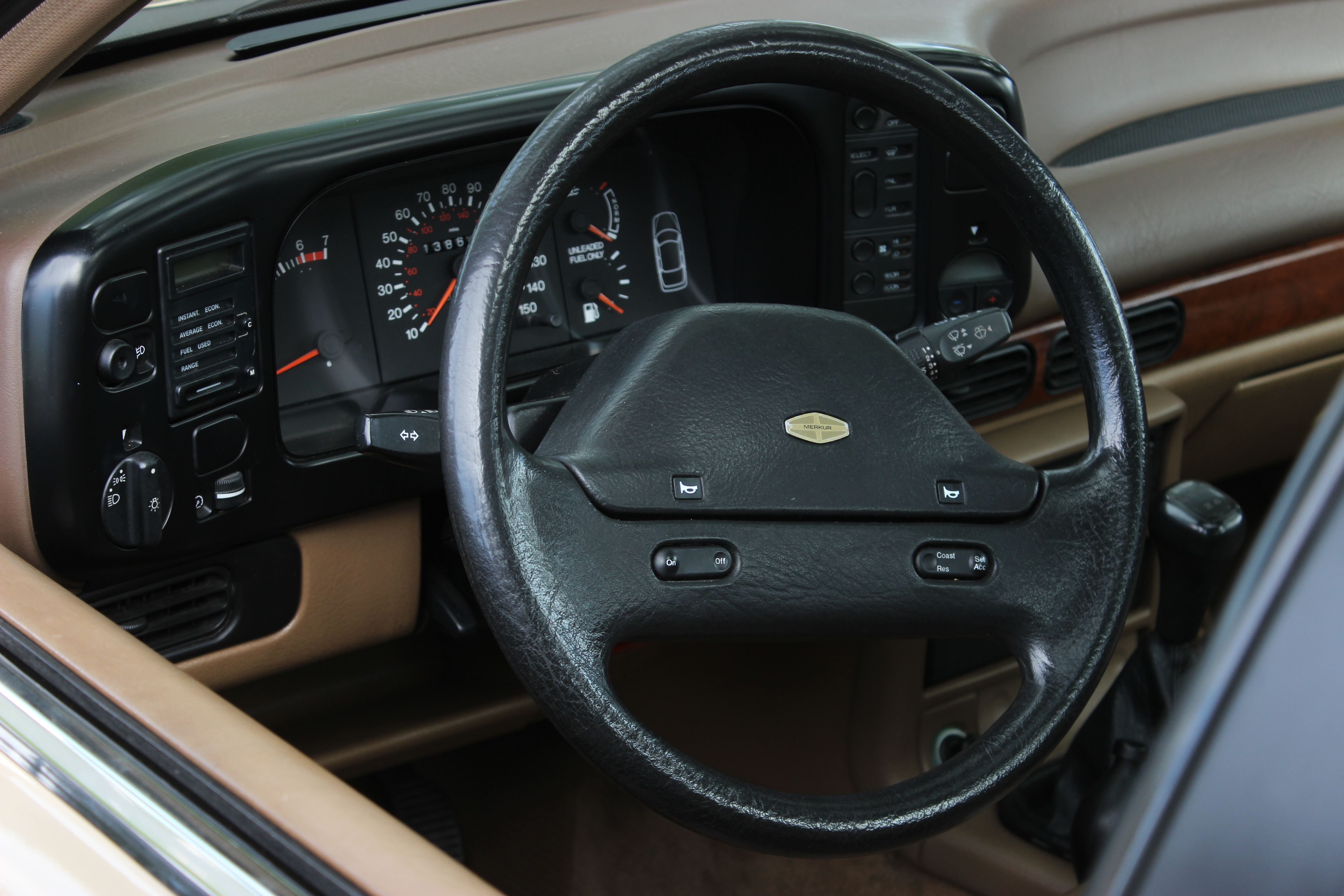

## Scorpio II (1994-1998)

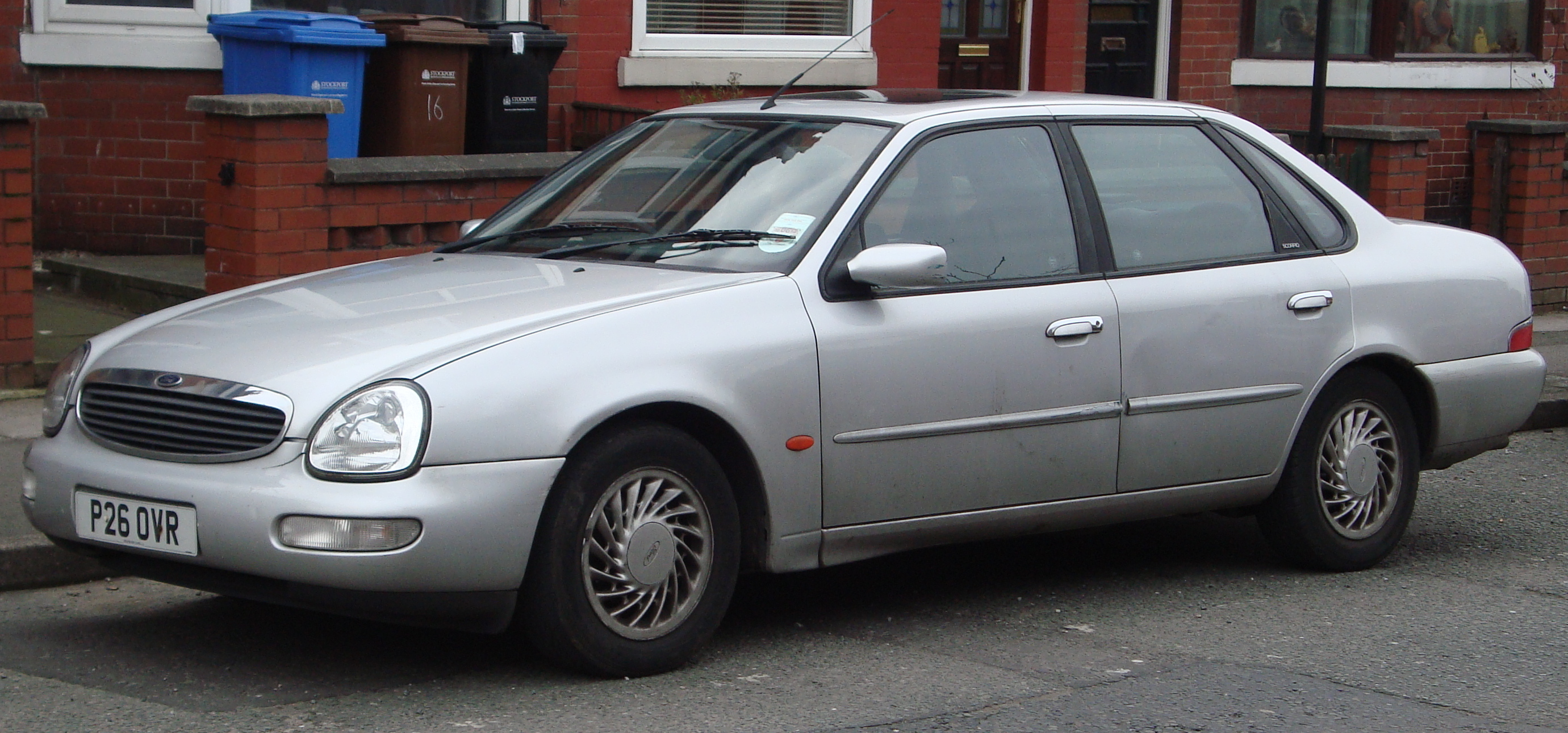
Ford Scorpio II седан (1994-1997)

У 1994 році модель була піддана рестайлінгу, і на світ з'явилося друге покоління Scorpio. У оригінальності воно не мало не поступалося, а може бути, навіть і перевершувало попереднє. Химерний дизайн з передніми овальними витягнутими блок-фарами не отримав великої популярності в Європі. Мабуть, такий дизайн здався споживачеві занадто радикальним для автомобіля подібного класу. Scorpio випускався з кузовами седан і універсал. Існувало кілька варіантів обробки від простої до люксової Ghia з шкіряним салоном. Як і раніше на вищому рівні була ергономіка водійського місця: всі важелі і необхідні вимикачі розташовувалися поряд з рульовою колонкою, більша їх частина обладнана зручним підсвічуванням.
Системою управління, оснащеною гідропідсилювачем і регульованим по глибині і висоті рульовим колесом, було дуже легко справлятися. З'явилися фронтальні подушки безпеки.
На Scorpio II встановлювалися бензинові двигуни об'ємом 2.0, 2.3 та 2.9 л (від 115 до 210 к.с.), а також дизель об'ємом 2.5 л (115 і 125 к.с.).
Підвіска незалежна у всіх коліс, причому передня типу McPherson, що забезпечує хороший комфорт і стійкість. Гальма Scorpio забезпечені антиблокувальною системою фірми АТО, яка на вологій, мокрій або зледенілій дорозі скорочує гальмівний шлях до 40%. Особливістю гальм є те, що в разі виходу з ладу вакуумного підсилювача гальм або антиблокувальною системи передні гальма повністю зберігають здатність до гальмування.
У серпні 1996 року на ринок вийшли більш дорогі модифікації Scorpio: Executive, Ghia, Ghia X і Ultima. За коротку історію існування моделі Scorpio, компанія Форд відстоювала своєрідний дизайн моделі, але через деякий час все-таки поступилася суспільним вимогам, що, в основному позначилося, на кількості хромованих вставок, якими прикрашався кузов. 
Базова версія автомобіля називається Executive і комплектується: тонованими стеклами, електроприводним водійським сидінням з регулюванням по висоті, складними задніми сидіннями за схемою 60/40, RDS радіо та касетним програвачем, антиблокувальною системою гальм, водійських подушкою безпеки, замком «від дітей» на задніх дверях, дверними балками безпеки і підсилювачем керма.
Модифікація Ghia доповнена: плюшевою оббивкою салону та електропривідними дзеркалами з підігрівом.
Комплектація Ghia X оснащується: литими дисками, більш якісною плюшевою оббивкою, центральним підлокітником і вдосконаленим радіо.
Моделі Ultima доповнені: передніми протитуманними фарами, CD авточейнджером і круїз-контролем.
У 1998 році Scorpio був знятий з виробництва.

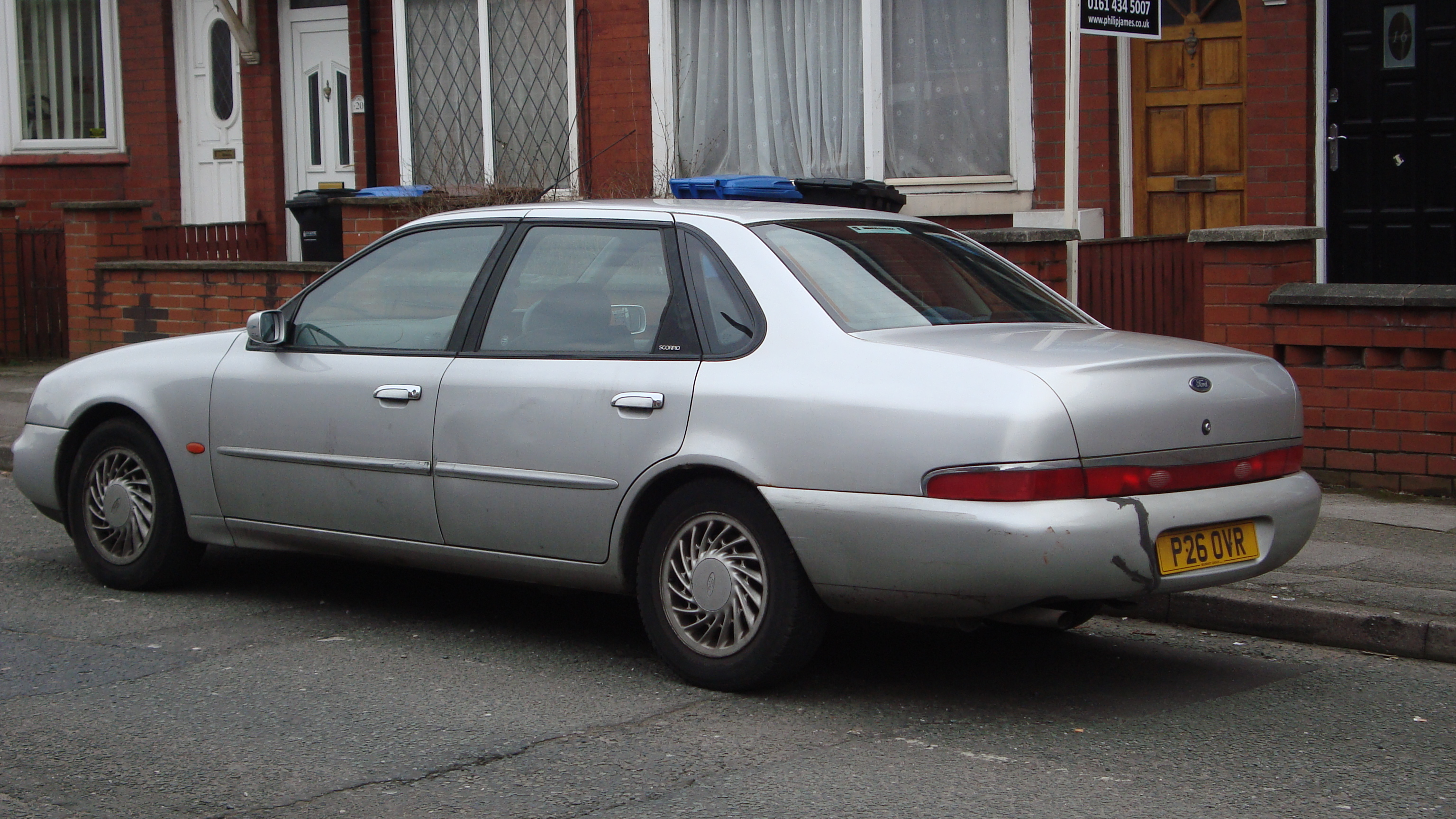
Ford Scorpio II седан (1994-1997)
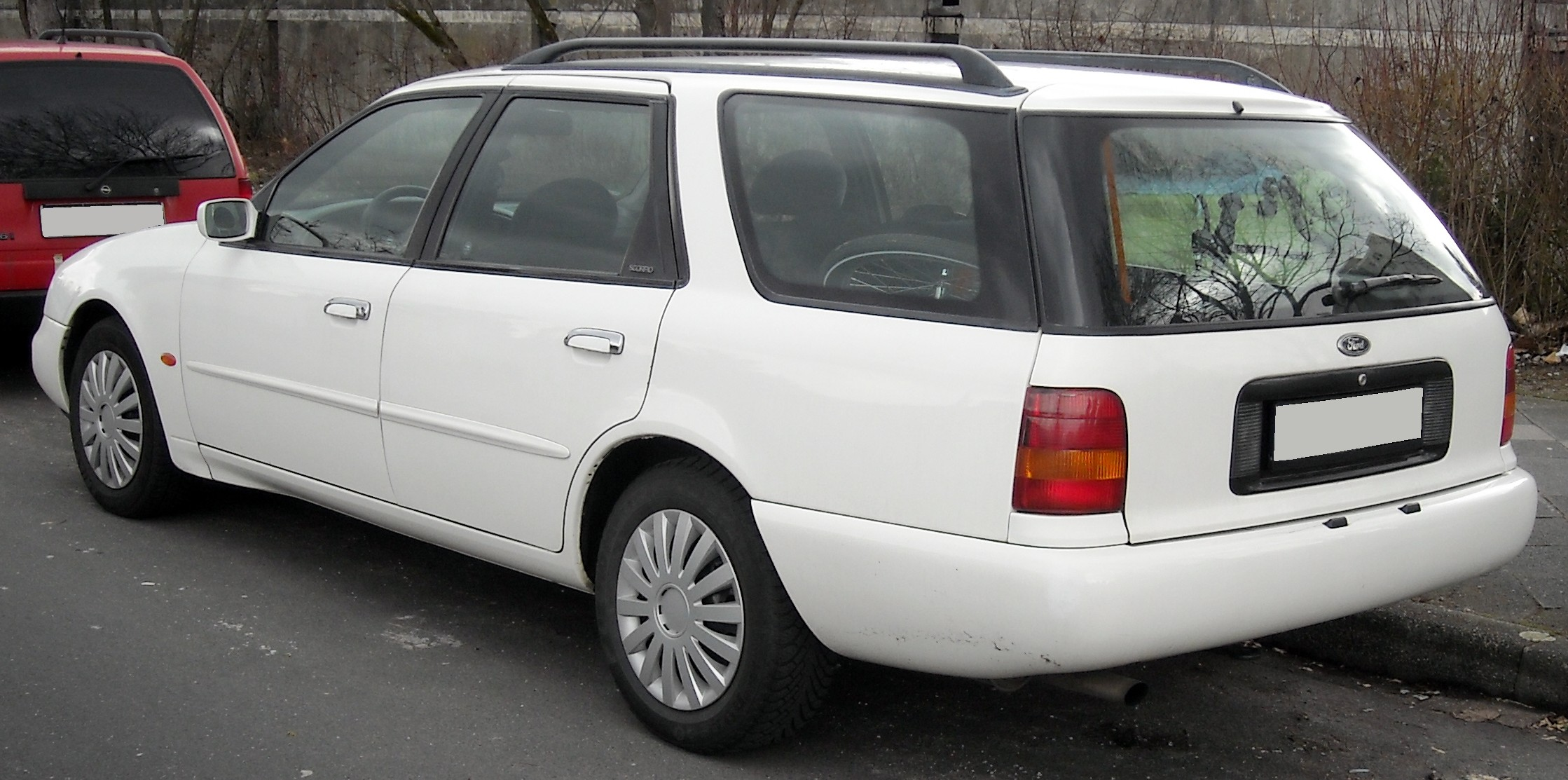
Ford Scorpio II Turnier (1994-1997)
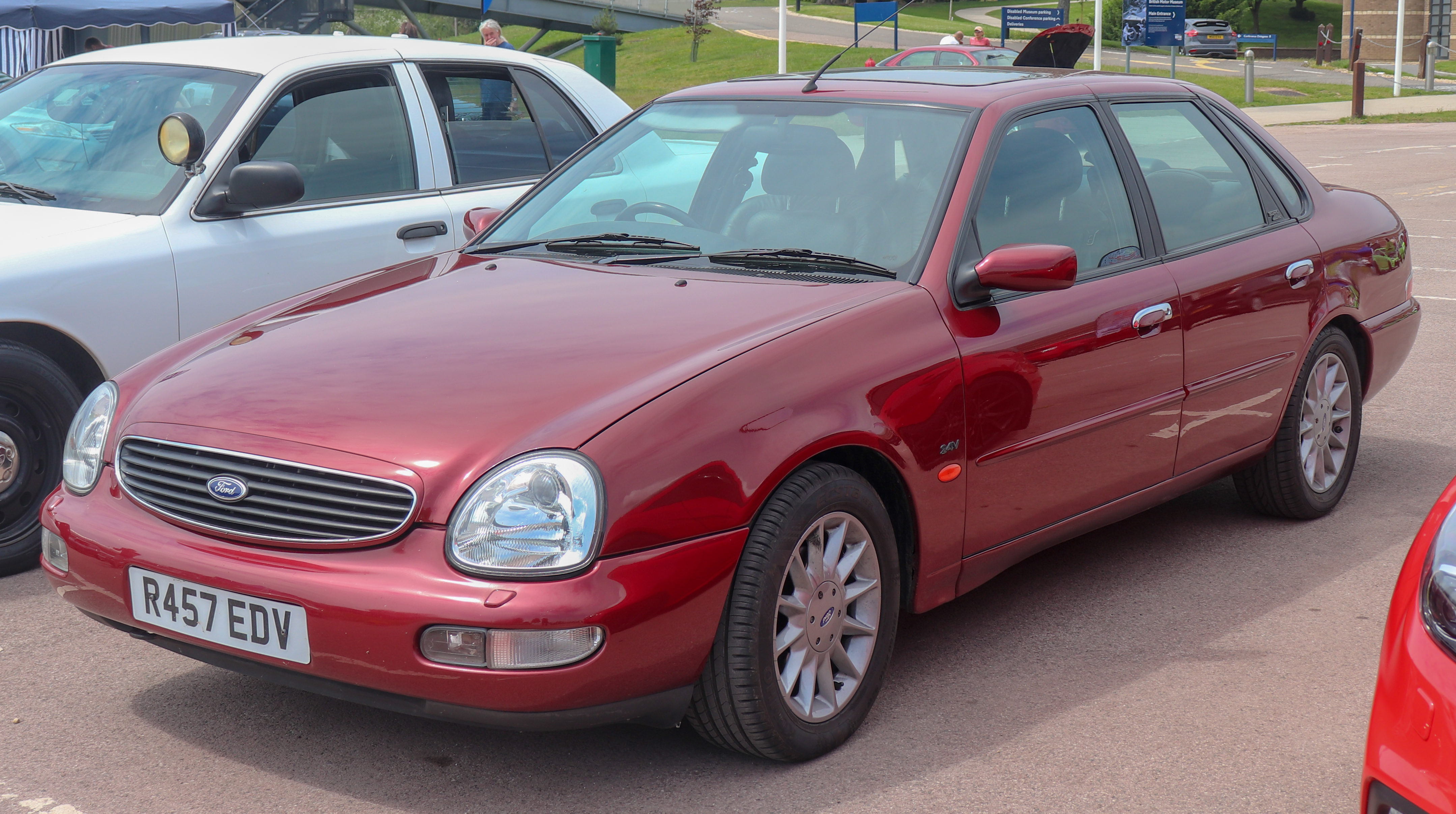
Ford Scorpio II седан (1997–1998)
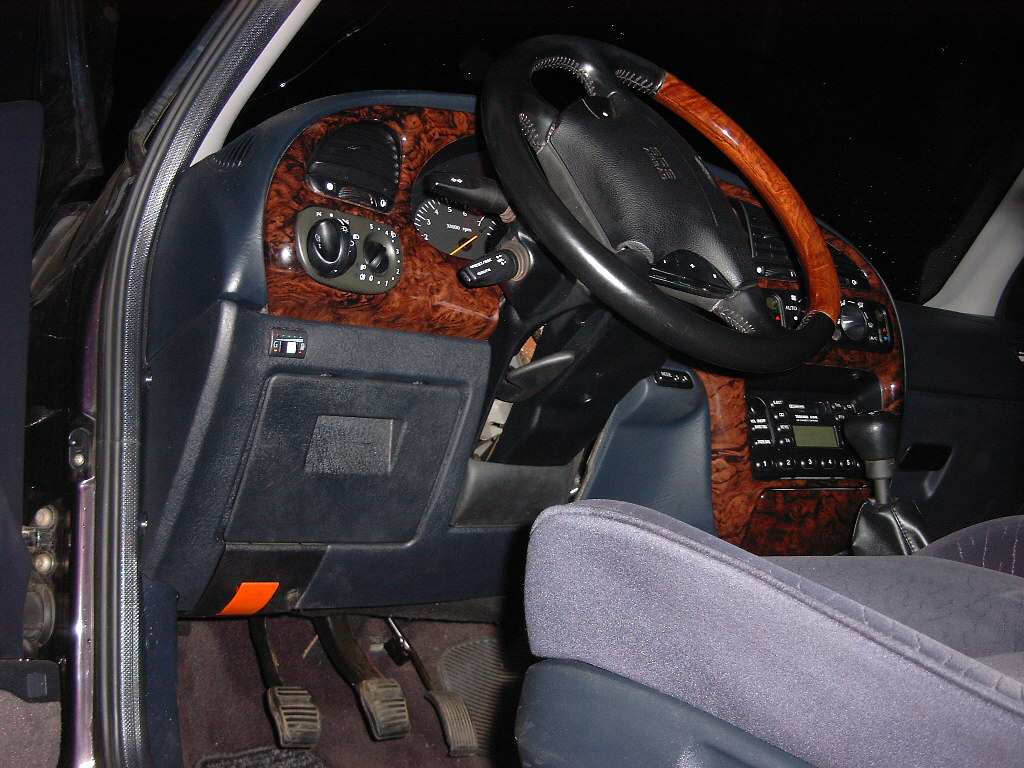